# Jędrzychowice (powiat wschowski)
Jędrzychowice – wieś w Polsce położona w województwie lubuskim, w powiecie wschowskim, w gminie Szlichtyngowa.

## Historia
Wieś istnieje co najmniej od drugiej początku XIV wieku. Wymieniona w łacińskim z 1307 jako „Heynemannisdorf”, ok. 1318 „Henrici villa”, 1399 „Hinricivilla”, 1422 „Jandrzychowicze, Gendrzychonicze”, 1497 „Jandrzychowycze”, 1499 „Jadrychowycze, Yadzrychowycze, Yadzrzychowycze, Yadrzychowycze”, 1501 „Andrzychowycze”, 1531 „Heynersdorff”, 1535 „Jandrzychowycze”, 1563 „Iendrychowicze”, 1566 „Jendrzychowycze”, 1567 „Andrichowicze”, 1577 „Henrichowicze”, 1579 „Hendrzehowicze”, 1944 „Heyersdorf”.
Wieś ma wcześniejszą metrykę niż zachowane o niej archiwalne zapisy. W okolicy wsi archeolodzy znaleźli ślady osady wczśredniowiecznej datowanej szacunkowo na ok. 950-1100, które znajdują się przy moście młyńskim. Na 9 stanowiskach odkryto także liczne ślady pracowni hutniczych w różnych miejscach wsi z okresu ok. 950-1250, a także, na południe od zamku, ślady prawdopodobnego grodziska stożkowatego z okresu średniowiecza.
Wieś leżała na pograniczu Wielkopolski oraz Dolnego Sląska przy granicy Korony Królestwa Polskiego z księstwie głogowskim. W 1497 należała do powiatu wschowskiego Korony Królestwa Polskiego. Od 1318 była siedzibą własnej parafii w archidiecezji wrocławskiej archidiakonatu Głogów.
Miejscowość była początkowo własnością książęcą, a później klasztorną i ostatecznie stała się wsią szlachecką należącą do rodu Jędrzychowskich, którzy od nazwy wsi przyjęli odmiejscowe nazwisko.
W 1307 książę Henryk III głogowski nadał klasztorowi św. Klary w Głogowie 5 wsi, a w tym m.in. Jędrzychowice. W 1422 odnotowano szlachcica pochodzącego ze wsi Frycza z Jędrzychowic w procesie z Janem Rydzyńskim. W 1422 odnotowano Stanisława Koszkę Ziemlińskiego z Jędrzychowa jako świadka Jana Rydzyńskiego w procesie sądowym. W latach 1423-1429 w źródłach historycznych notowany był Nikiel Kotwicz z Jędrzychowic w kilku procesach sądowych.
W latach 1494-1503 właścicielem we wsi odnotowany został Frycz Jędrzychowski z żoną Katarzyną, który od nazwy wsi przybrał swoje nazwisko zwany także Andrzychowskim, Andrzejowskim, który w latach 1494-1501 pełnił funkcję podkomorzego wschowskiego. Wymieniony został kilkukrotnie w archiwalnych zapisach sądowych.
W 1501 miała miejsce sprawa sądowa o wyznaczenie we wsi działów majątkowych Frycza oraz Mikołaja Jędrzychowskich. W 1497 Mikołaj Nikiel Jędrzychowski zapisał swojej żonie Małgorzacie po 100 florenów węgierskich posagu oraz wiana na połowie swej części w Jędrzychowicach wraz z całym folwarkiem, domem, inwentarzem żywym, wypasami owiec i bydła, lasem zwanym „Wielkim” (łac. „Silva Magna”) oraz innymi użytkami oraz zagrodnikami. W 1503 wyznaczono działy majątkowe w Jędrzychowicach pomiędzy Nikielem i Janem Jędrzychowskimi.
Miejscowość odnotowano również w historycznych rejestrach poborowych. W 1531 pobrano podatki z 8 łanów i 8 prętów, karczmy, odnotowano także jeden łan po pożarze. W 1535 odbył się pobór z 9,5 łana oraz 2 prętów i karczmy. W 1563 miał miejsce pobór podatków z 13 i 3/4 łana, wiatraka, karczmy w dzierżawie dziedzicznej, od 14 komorników oraz jednego rzemieślnika. W latach 1566-1567 płatnikami podatków ze wsi byli Stefan Wilkowski oraz Maciej Radlicz, którzy zapłacili od 13 łanów i 3 prętów, wiatraka w dzierżawie dziedzicznej, od 10 zagrodników, 4 komorników oraz kowala. W 1577 zapłacono podatki z 12 łanów i 3 prętów, wiatraka, karczmy znajdującej się w dzierżawie dziedzicznej, od 10 zagrodników, 4 komorników oraz jednego kowala. W 1579 podatki pobrano z 13 łanów i 8 prętów, 3 wiatraków, od 4 zagrodników z rolą, wolnych, jednego rzemieślnika, 3 komorników z bydłem, 18 komorników bez bydła, jednego owczarza z 65 owcami.
Do czasu rozbiorów leżała w Rzeczypospolitej Obojga Narodów. Wskutek II rozbioru Polski w 1793, miejscowość przeszła pod władanie Prus i jak cała Wielkopolska znalazła się w zaborze pruskim.
W latach 1975–1998 miejscowość należała administracyjnie do województwa leszczyńskiego.

## Zabytki
Do wojewódzkiego rejestru zabytków wpisane są:
- kościół filialny pod wezwaniem bł. Jana z Dukli, gotycki, zbudowany w XIV w., przebudowany w XVI wieku. W XVII wieku świątynia była użytkowana przez braci czeskich, potem do 1945 roku przez ewangelików. Wewnątrz zachowała się część wyposażenia, m.in. pochodzące z XVII wieku ambona i chrzcielnica oraz ołtarz z pierwszej połowy XIX wieku
- zajazd, obecnie dom mieszkalny nr 76, z połowy XIX wieku
- zespół pałacowy, z XVIII-XIX wieku
  - pałac zwany "Czerwony Róg" z 1776 roku
  - oficyna
  - park
  - powozownia
  - spichrz
- zespół dworski, nr 29, z XIX–XX wieku
  - dwór
  - park

|  |